# NASCAR Cup Series 2025

Logo der NASCAR Cup Series

Die NASCAR Cup Series 2025 ist die 77. Saison der höchsten Motorsportliga der NASCAR. Sie begann am 2. Februar 2025 mit dem Clash at Bowman Gray Stadium im Bowman Gray Stadium, gefolgt vom ersten Punkterennen der Saison, der 67. Ausgabe des Daytona 500 am 16. Februar. Die Saison soll am 2. November auf dem Phoenix Raceway enden.

## Änderungen 2025

### Fahrer
- Martin Truex Jr. beendete nach der Saison 2024 seine Karriere.[1]
- Michael McDowell ersetzt Zane Smith bei Spire Motorsports.[2]
- Shane van Gisbergen bekommt einen Vollzeitvertrag in der Rennserie.[3]

## Fahrer und Teams

### Teams mit Chartervertrag
Teams mit Chartervertrag haben eine Startplatzgarantie bei allen 36 Saisonrennen.
| Hersteller | Team                     | Nr. | Bild | Fahrer                 | Rennen |
| ---------- | ------------------------ | --- | ---- | ---------------------- | ------ |
| Chevrolet  | Hendrick Motorsports     | 0#5 |      | Kyle Larson            | 1-     |
| Chevrolet  | Hendrick Motorsports     | 0#9 |      | Chase Elliott          | 1-     |
| Chevrolet  | Hendrick Motorsports     | #24 |      | William Byron          | 1-     |
| Chevrolet  | Hendrick Motorsports     | #48 |      | Alex Bowman            | 1-     |
| Chevrolet  | Hyak Motorsports         | #47 |      | Ricky Stenhouse junior | 1-     |
| Chevrolet  | Kaulig Racing            | #16 |      | A. J. Allmendinger     | 1-     |
| Chevrolet  | Kaulig Racing            | #10 |      | Ty Dillon              | 1-     |
| Chevrolet  | Richard Childress Racing | 0#3 |      | Austin Dillon          | 1-     |
| Chevrolet  | Richard Childress Racing | 0#8 |      | Kyle Busch             | 1-     |
| Chevrolet  | Spire Motorsports        | 0#7 |      | Justin Haley           | 1-     |
| Chevrolet  | Spire Motorsports        | #71 |      | Michael McDowell       | 1-     |
| Chevrolet  | Spire Motorsports        | #77 |      | Carson Hocevar         | 1-     |
| Chevrolet  | Trackhouse Racing Team   | 0#1 |      | Ross Chastain          | 1-     |
| Chevrolet  | Trackhouse Racing Team   | #88 |      | Shane van Gisbergen    | 1-     |
| Chevrolet  | Trackhouse Racing Team   | #99 |      | Daniel Suárez          | 1-     |
| Ford       | Haas Factory Team        | #41 |      | Cole Custer            | 1-     |
| Ford       | RFK Racing               | 0#6 |      | Brad Keselowski        | 1-     |
| Ford       | RFK Racing               | #17 |      | Chris Buescher         | 1-     |
| Ford       | RFK Racing               | #60 |      | Ryan Preece            | 1-     |
| Ford       | Rick Ware Racing         | #51 |      | Cody Ware              | 1-     |
| Ford       | Team Penske              | 0#2 |      | Austin Cindric         | 1-     |
| Ford       | Team Penske              | #12 |      | Ryan Blaney            | 1-     |
| Ford       | Team Penske              | #22 |      | Joey Logano            | 1-     |
| Ford       | Wood Brothers Racing     | #21 |      | Josh Berry             | 1-     |
| Toyota     | Joe Gibbs Racing         | #11 |      | Denny Hamlin           | 1-     |
| Toyota     | Joe Gibbs Racing         | #19 |      | Chase Briscoe          | 1-     |
| Toyota     | Joe Gibbs Racing         | #20 |      | Christopher Bell       | 1-     |
| Toyota     | Joe Gibbs Racing         | #54 |      | Ty Gibbs R             | 1-     |
| Toyota     | Legacy Motor Club        | #42 |      | John Hunter Nemechek   | 1-     |
| Toyota     | Legacy Motor Club        | #43 |      | Erik Jones             | 1-     |

### Teams ohne Chartervertrag
Teams ohne Chartervertrag nehmen in der Regel in Teilzeit am Wettbewerb teil und müssen sich für die Teilnahme an einem Saisonrennen zunächst über das vorab stattfindende Qualifikationsrennen qualifizieren.
| Hersteller | Team                     | Nr. | Fahrer         |
| ---------- | ------------------------ | --- | -------------- |
| Chevrolet  | Live Fast Motorsports    | #78 | B. J. McLeod   |
| Chevrolet  | Richard Childress Racing | #   | Will Brown     |
| Chevrolet  | Team AmeriVet            | #50 |                |
| Chevrolet  | Trackhouse Racing        | #91 |                |
| Ford       | Front Row Motorsports    | #36 | Noah Gragson   |
| Ford       | Front Row Motorsports    | #   | Todd Gilliland |
| Ford       | Front Row Motorsports    | #   |                |
| Ford       | MBM Motorsports          | #66 |                |
| Toyota     | Legacy Motor Club        | #84 | Jimmie Johnson |
| Toyota     | 23XI Racing              | #23 | Bubba Wallace  |
| Toyota     | 23XI Racing              | #35 | Riley Herbst   |
| Toyota     | 23XI Racing              | #45 | Tyler Reddick  |

## Rennkalender

### Reguläre Saisonrennen und Playoffs
| Nr.             | Datum  | Rennen                                        | Ort                             | Sieger           | Quelle |
| --------------- | ------ | --------------------------------------------- | ------------------------------- | ---------------- | ------ |
| 1               | 16.02. | Daytona 500                                   | Daytona International Speedway  | William Byron    | [ 4 ]  |
| 2               | 24.02. | Ambetter Health 400                           | Atlanta Motor Speedway          | Christopher Bell | [ 5 ]  |
| 3               | 02.03. | EchoPark Automotive Grand Prix                | Circuit of The Americas         | Christopher Bell | [ 6 ]  |
| 4               | 09.03. | Shriners Children’s 500                       | Phoenix Raceway                 | Christopher Bell | [ 7 ]  |
| 5               | 16.03. | Pennzoil 400                                  | Las Vegas Motor Speedway        | Josh Berry       | [ 8 ]  |
| 6               | 23.03. | Straight Talk Wireless 400                    | Homestead–Miami Speedway        |                  |        |
| 7               | 30.03. | Cook Out 400                                  | Martinsville Speedway           |                  |        |
| 8               | 06.04. | Goodyear 400                                  | Darlington Raceway              |                  |        |
| 9               | 13.04. | Food City 500                                 | Bristol Motor Speedway          |                  |        |
| 10              | 27.04. | Jack Link's 500                               | Talladega Superspeedway         |                  |        |
| 11              | 04.05. | Autotrader EchoPark Automotive 400            | Texas Motor Speedway            |                  |        |
| 12              | 11.05. | AdventHealth 400                              | Kansas Speedway                 |                  |        |
| 13              | 25.05. | Coca-Cola 600                                 | Charlotte Motor Speedway        |                  |        |
| 14              | 01.06  | Ally 400                                      | Nashville Superspeedway         |                  |        |
| 15              | 08.06. | FireKeepers Casino 400                        | Michigan International Speedway |                  |        |
| 16              | 15.06. | NASCAR-Rennen in Mexico-Stadt                 | Autódromo Hermanos Rodríguez    |                  |        |
| 17              | 22.06. | The Great American Getaway 400                | Pocono Raceway                  |                  |        |
| 18              | 28.06. | Quaker State 400 available at Walmart         | Atlanta Motor Speedway          |                  |        |
| 19              | 06.07. | Grant Park 165                                | Chicago Street Course           |                  |        |
| 20              | 13.07  | Toyota/Save Mart 350                          | Sonoma Raceway                  |                  |        |
| 21              | 20.07. | Würth 400                                     | Dover Motor Speedway            |                  |        |
| 22              | 27.07. | Brickyard 400 presented by PPG                | Indianapolis Motor Speedway     |                  |        |
| 23              | 03.08. | Iowa Corn 350 powered by Ethanol              | Iowa Speedway                   |                  |        |
| 24              | 10.08. | Go Bowling at The Glen                        | Watkins Glen International      |                  |        |
| 25              | 16.08. | Cook Out 400                                  | Richmond Raceway                |                  |        |
| 26              | 23.08. | Coke Zero Sugar 400                           | Daytona International Speedway  |                  |        |
| NASCAR Playoffs |        |                                               |                                 |                  |        |
| Round of 16     |        |                                               |                                 |                  |        |
| 27              | 31.08. | Cook Out Southern 500                         | Darlington Raceway              |                  |        |
| 28              | 07.09. | Enjoy Illinois 300 presented by TicketSmarter | World Wide Technology Raceway   |                  |        |
| 29              | 13.09. | Bass Pro Shops Night Race                     | Bristol Motor Speedway          |                  |        |
| Round of 12     |        |                                               |                                 |                  |        |
| 30              | 21.09. | USA Today 301                                 | New Hampshire Motor Speedway    |                  |        |
| 31              | 28.09. | Hollywood Casino 400 presented by ESPN BET    | Kansas Speedway                 |                  |        |
| 32              | 05.10. | Bank of America Roval 400                     | Charlotte Motor Speedway        |                  |        |
| Round of 8      |        |                                               |                                 |                  |        |
| 33              | 12.10. | South Point 400                               | Las Vegas Motor Speedway        |                  |        |
| 34              | 19.10. | YellaWood 500                                 | Talladega Superspeedway         |                  |        |
| 35              | 26.10. | Xfinity 500                                   | Martinsville Speedway           |                  |        |
| Championship 4  |        |                                               |                                 |                  |        |
| 36              | 02.11. | NASCAR Cup Series Championship Race           | Phoenix Raceway                 |                  |        |